# Transport kolejowy w Laosie
Transport kolejowy w Laosie – system transportu kolejowego funkcjonujący w Laosie.

## Linia istniejąca
W 2008 otwarto linię z Na Tha w Tajlandii do stacji Dongphosy (Thanaleng) w Laosie (25 kilometrów na południe od stolicy tego kraju, Wientian), prowadzącą przez Most Przyjaźni Tajsko-Laotańskiej na Mekongu (dla ruchu kołowego otwarty już w 1994). Na terenie Laosu trasa ma długość 3,5 kilometra. Torowiska mają rozstaw szyn 1000 mm. Na stację Dongphosy wjeżdżają zarówno lokalne pociągi pasażerskie, jak i towarowe. Podczas przejazdu pociągów ruch kołowy na moście przyjaźni jest zamykany. W przeszłości planowano wydłużenie linii do Wientian, jednak nigdy nie doszło do zrealizowania tej inwestycji. Do 2021 była to jedyna czynna linia kolejowa w Laosie, a Dongphosy to jedyna czynna stacja kolejowa w tym kraju. Aby dotrzeć do Wientian, pasażerowie muszą podróżować dalej autobusem lub innym pojazdem.

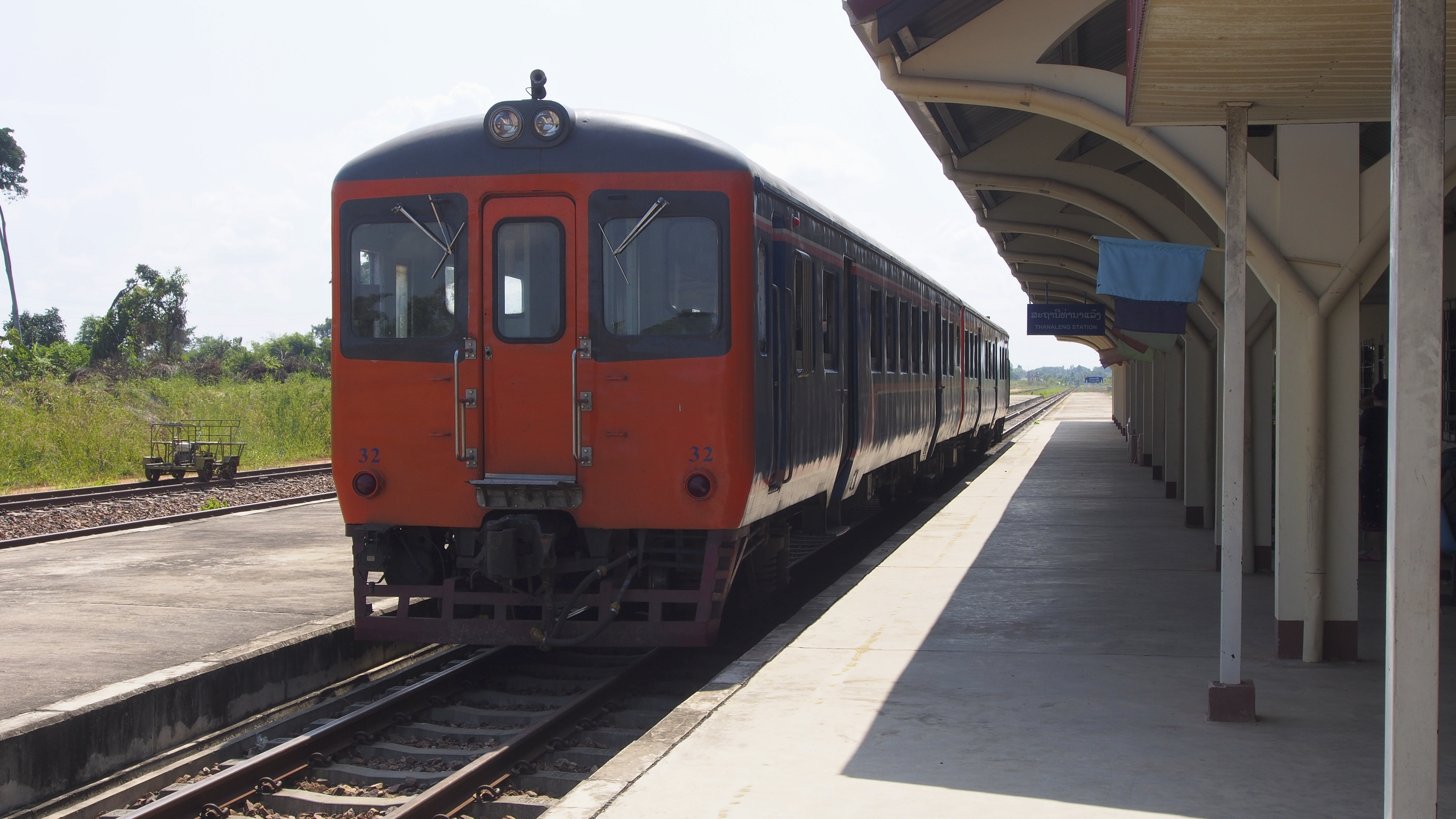
Stacja Thanaleng
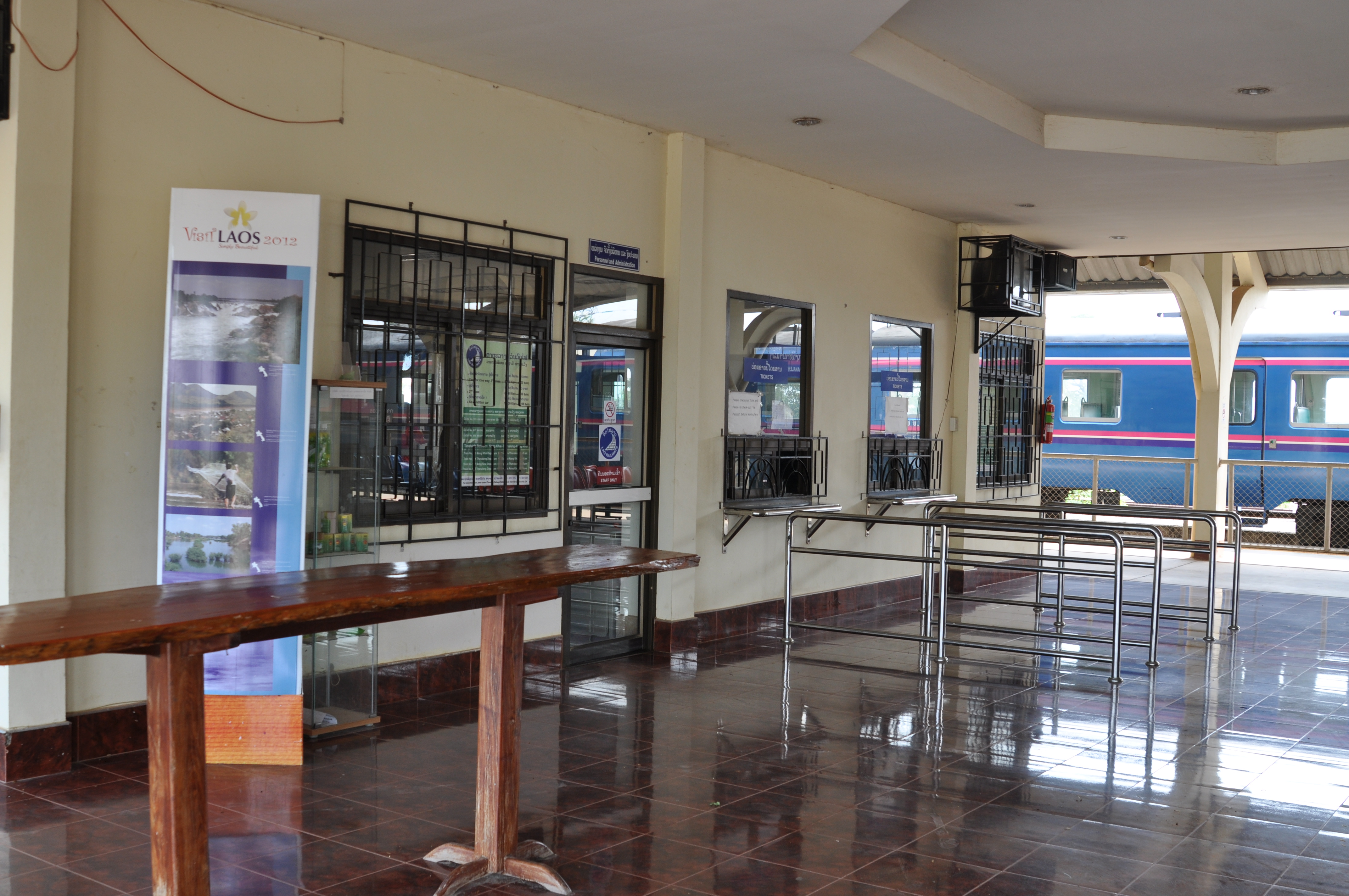

W 2021 zakończono prowadzoną od grudnia 2016 budowę linii normalnotorowej z Chin do Wientian. Pierwszy skład przybył z Chińskiej Republiki Ludowej do stolicy Laosu 15 października 2021. Pociąg Lane Xang został wyprodukowany przez chińską grupę CRRC i będzie obsługiwany przez wspólnego przewoźnika Laos-China Railway. Trasa obejmuje m.in. tunel graniczny, który nazwano „Tunelem Przyjaźni”. Ostateczne zakończenie prac i uruchomienie przewozów pasażerskich ma nastąpić w grudniu 2021. Lane Xang to dziewięcioczłonowy elektryczny zespół trakcyjny o pojemności 720 pasażerów i prędkości maksymalnej 160 km/h.

## Linia historyczna
W przeszłości w Laosie funkcjonowało inne połączenie kolejowe o długości siedmiu kilometrów i rozstawie szyn 600 mm, przekutym w 1897 na 1000 mm, wybudowane w 1893 roku przez Komisję Eksploracyjną Mekongu siłami pięciuset wietnamskich niewolników (wielu z nich zmarło podczas ciężkich prac w dżungli). Linia ta połączyła wyspy Don Det i Don Khôn (archipelag Si Phan Don w prowincji Champassak). W 1910 linię przedłużono od Don Det do Ban Don Det (dwa kilometry). Linia ta miała ominąć wodospady Khôn na Mekongu i ułatwić transport towarowy oraz żeglugę, łącząc dwa porty rzeczne. Podstawową funkcją szlaku był transport prefabrykowanych statków parowych, które można było zdemontować po jednej stronie wodospadów i ponownie złożyć po drugiej, łącząc w ten sposób Sajgon i Phnom Penh z Pakse, Wientian i Luang Prabang. Początkowo wagony ciągnięte były trakcją ludzką, a około 1911 wprowadzono dwie lokomotywy parowe Orenstein & Koppel 0-4-0T. Tabor na linii składał się z niewielkiej liczby wagonów i platform. Z czasem park taborowy umożliwił przewożenie statków bez demontażu. W 1927 odnowiono park taborowy z niemieckich reparacji wojennych. W czasie II wojny światowej korzystały z niej wojska japońskie. Po wojnie została porzucona i zarosła dżunglą (przesunięto w tym rejonie granicę francusko-syjamską, przyznając wyspę Khôn Tajlandii). Zachowane są nadal trzy kilometry torowisk i most łączący wyspy Don Khon i Don Det. Jako pomnik stoi też parowóz w Ban Khôn, a w Hang Khôn pozostały ślady rampy. Plany uruchomienia ruchu turystycznego dotąd nie powiodły się.

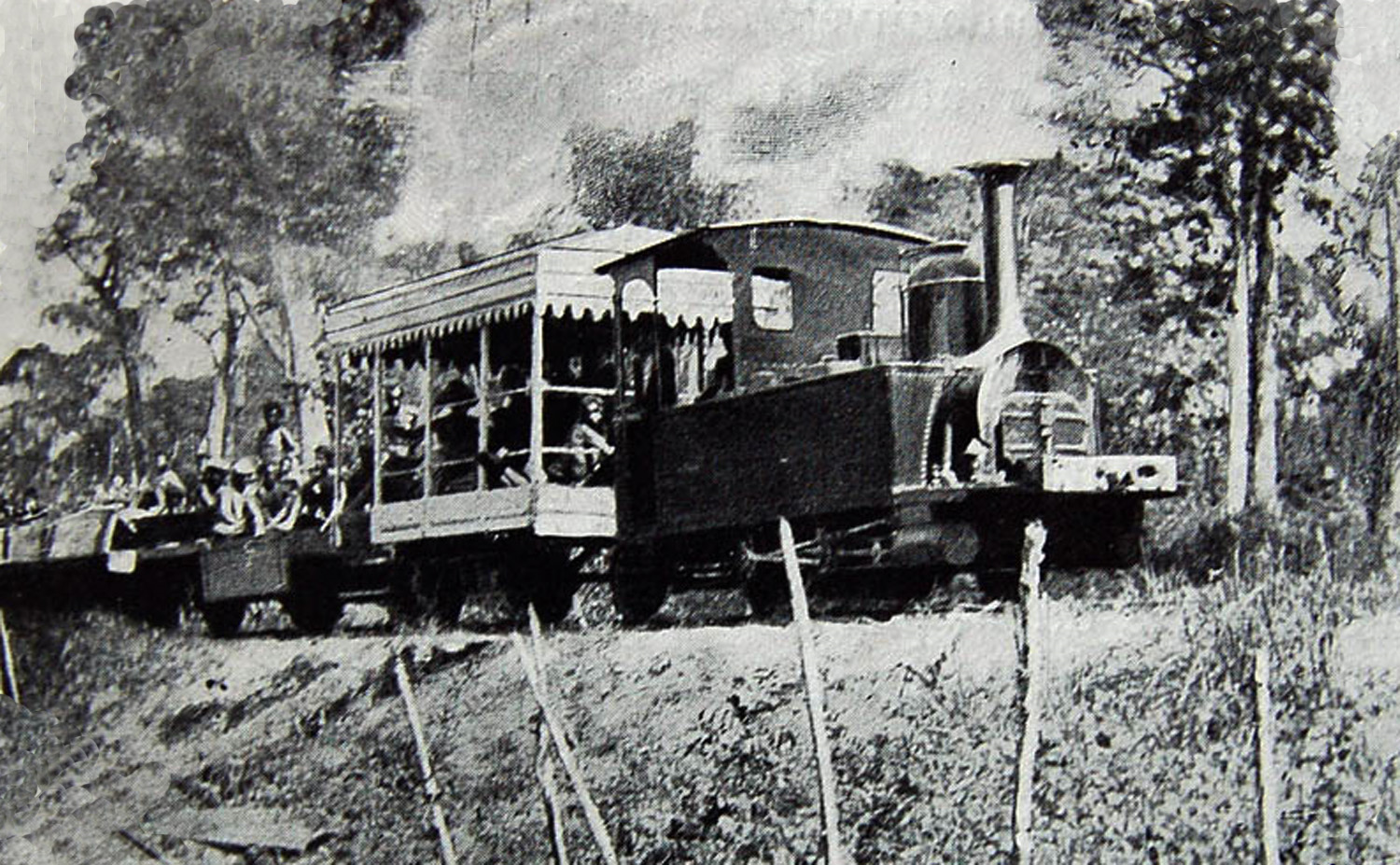
Pociąg na wyspie
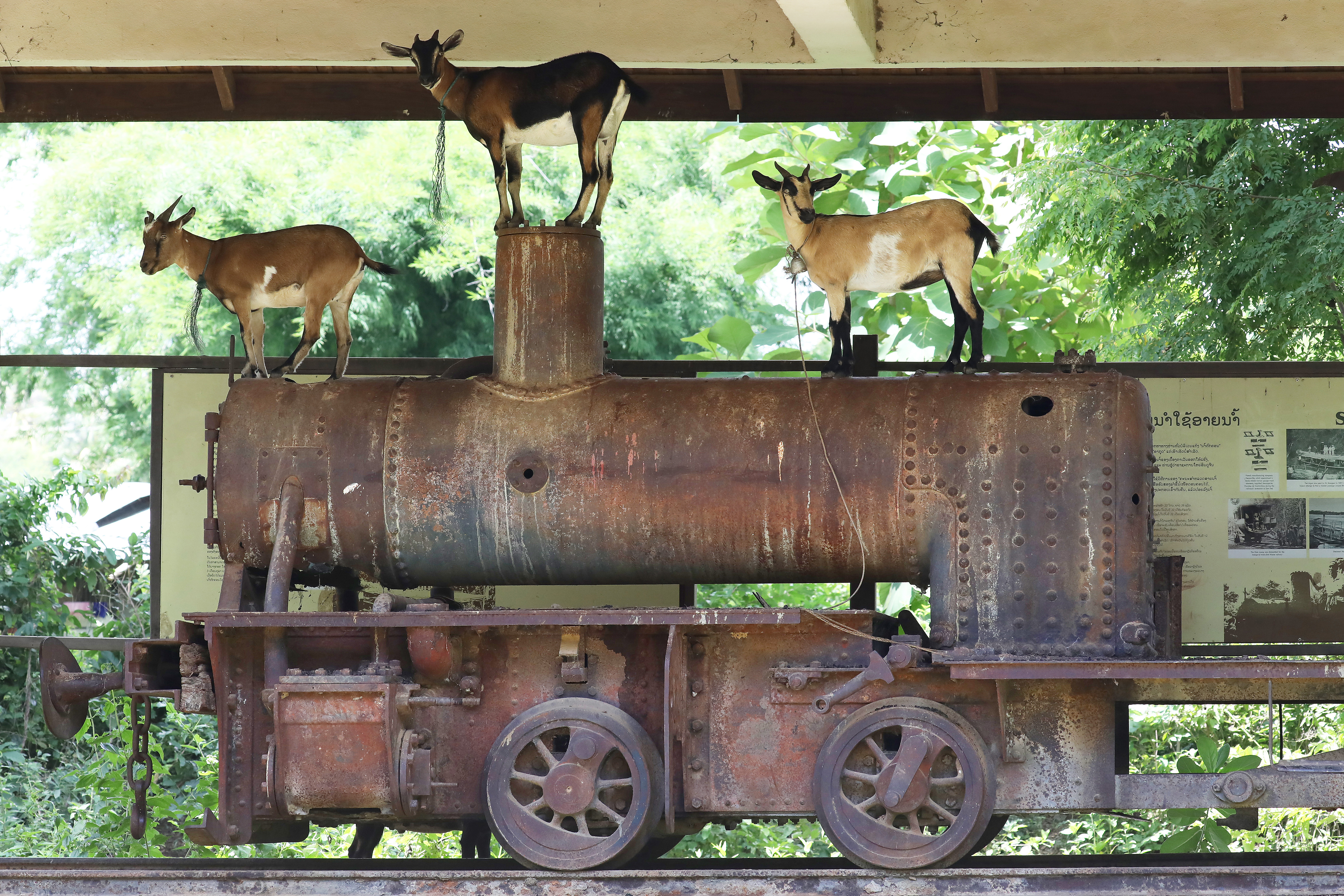
Historyczny parowóz w Ban Khôn
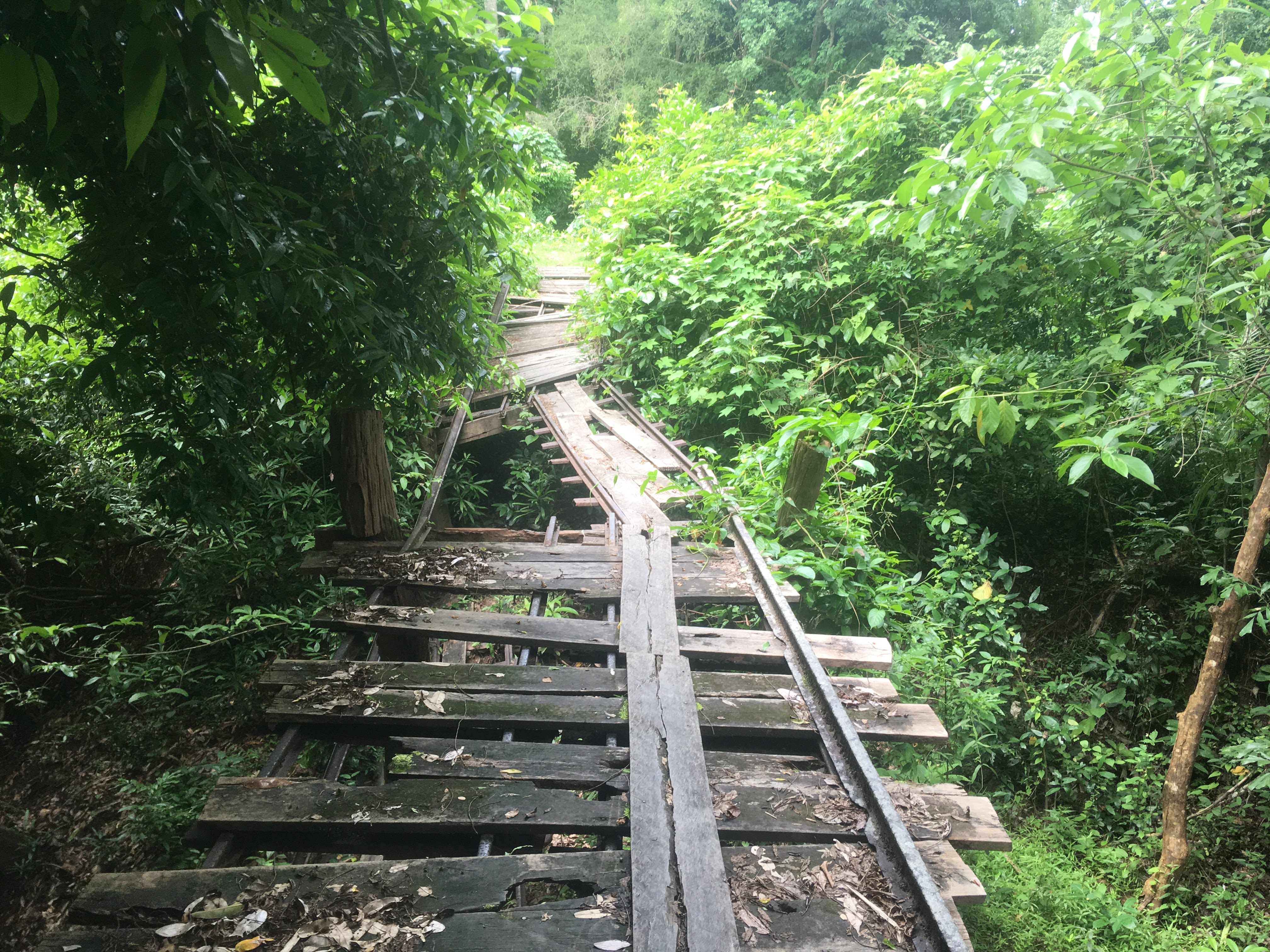
Zachowany odcinek (3 km)

## Linie planowane
Planowane są dwa nowe odcinki:
- zelektryfikowany Lao Bao (Wietnam) – Savannakhet, 220 km, rozstaw szyn 1435 mm[6],
- częściowo zrealizowany w 2021[3] jednotorowy, zelektryfikowany, łączący Chiny z Wientian (414 km) i dalej do Tajlandii (z Boten przez Luang Prabang i Vang Vieng), rozstaw szyn 1435 mm, prędkość maksymalna dla pociągów pasażerskich 160 km/h, dla towarowych 120 km/h, 31 stacji, tunele i wiadukty (zakończenie całości planowane jest na 2023)[2][7][8].